# Гебарт, Джузеппе
Паоло Джузеппе Гебарт (итал. Paolo Giuseppe Ghébart, также Йозеф Гебарт, нем. Joseph Ghebart; 20 ноября 1796, Турин — 22 января 1870, Милан) — итальянский скрипач, дирижёр и композитор.
Ученик Феличе Радикати. На протяжении всей своей карьеры работал в Королевской капелле в Турине, отклонив поступившие ему предложения из парижской Итальянской оперы и Дрезденской придворной капеллы. С 1814 г. скрипач в оркестре, с 1824 г. солист, с 1839 г. второй дирижёр капеллы, с 1846 г. концертмейстер и главный дирижёр (сменил Джованни Баттиста Полледро, на племяннице которого был женат). Одновременно в 1832—1855 гг. дирижёр Королевского театра. Выступал также как ансамблист во главе струнного квартета, впервые в Турине исполнившего ряд произведений немецкого репертуара (в частности, квартеты Феликса Мендельсона и Луи Шпора). В 1865 году вышел на пенсию, уступив своё место Франческо Бьянки.
Автор концерта для альта с оркестром (1828), Большой симфонии (1842), написанной по случаю бракосочетания Виктора Эммануила II с Адельгейдой Австрийской, многочисленных камерных ансамблей. В 1842 году в Турине была с успехом исполнена Концертная месса Гебарта.
Кавалер Ордена Святых Маврикия и Лазаря (1854).